# Tèutam
Tèutam (en llatí Teutamus, en grec antic Τεύταμος) fou un oficial macedoni que el 319 aC va compartir amb Antígenes el comandament de les tropes escollides macedònies conegudes com a argiràspides.
No se sap quins van ser els seus mèrits per dirigir aquestes tropes. Quan l'any 319 aC Èumenes de Càrdia es va escapar de Nora i es va unir als argiràspides a Cilícia, Antígenes i Tèutam, obeint les ordes del regent Polispercó i d'Olímpies, el van reconèixer com a comandant, però el miraven amb desconfiança i Tèutam va escoltar les propostes de Ptolemeu I Sòter i hauria participat en el complot contra la vida d'Èumenes si el seu col·lega, més prudent, no l'hagués dissuadit, com diuen Plutarc i Diodor de Sicília.
Va seguir al costat d'Èumenes i va tenir part important en la campanya però va donar símptomes de descontentament contra el seu cap quan en va tenir ocasió; a la campanya de l'hivern a la Gabiene l'any 316 aC els dos caps dels argiràspides van ser els primers en organitzar un complot per eliminar a Èumenes, i després de la derrota, Tèutam va ser el primer a negociar amb Antígon el Borni, al que va oferir l'entrega d'Èumenes a canvi de la devolució del bagatge dels argiràspides. Esperava, amb aquesta traïció, assegurar-se el favor d'Antígon i sobrepassar en poder al seu col·lega Antígenes agafant el comandament absolut, però quan en va tenir ocasió, Antígon, que pensava que els soldats eren massa turbulents i poc fiables, va enviar als argiràspides i els seus caps amb Sibirti, sàtrapa d'Aracòsia on van acabar desapareixent.